# Ibridoma

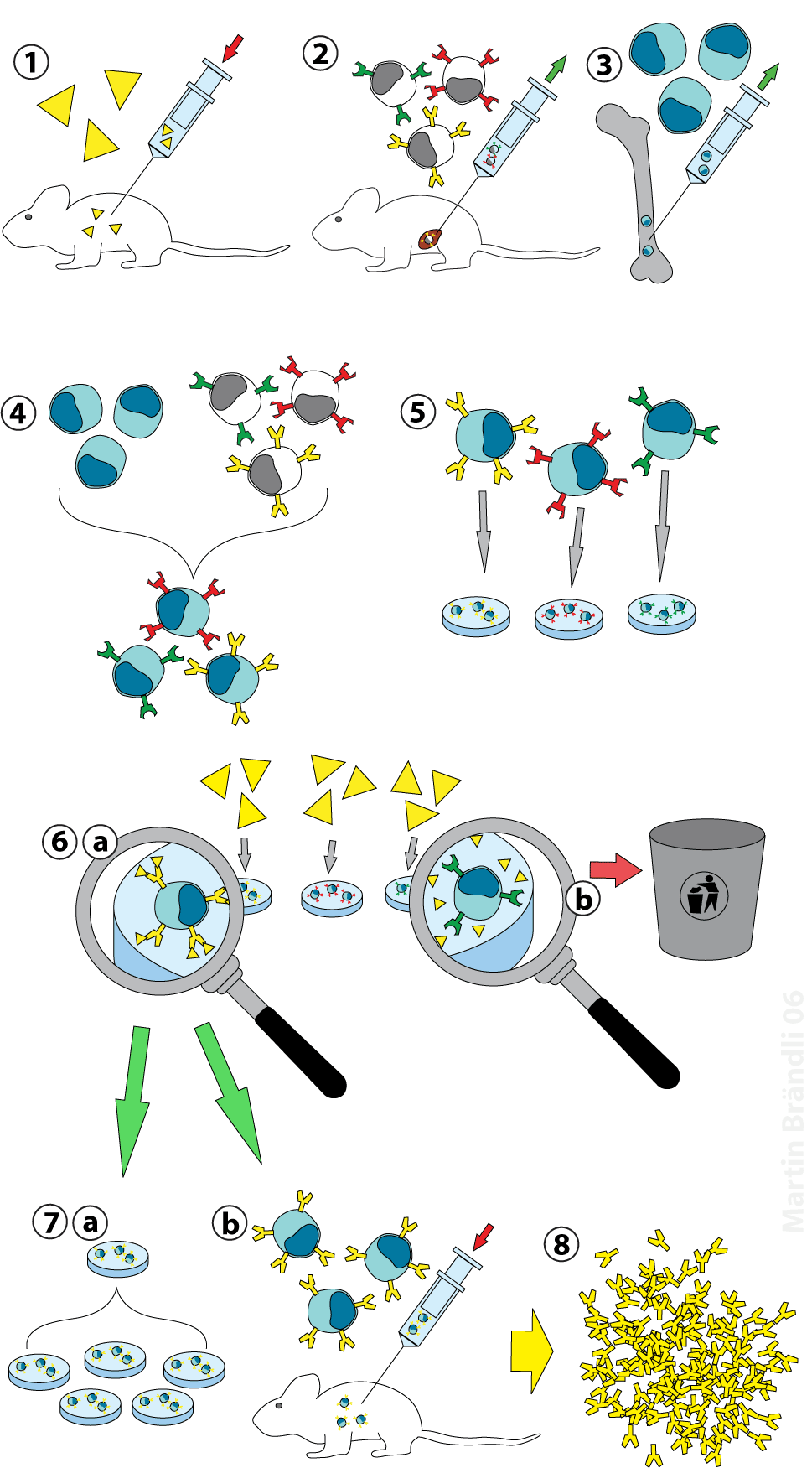
(1) Immunizzazione del topo
(2) Rimozione delle cellule B dalla milza
(3) Coltura di celluledi mieloma
(4) Fusione tra il mieloma e le cellule B
(5) Separazione delle linee cellulari
(6) Screening delle linee adatte
(7)Proliferazione in vitro (a) o in vivo (b)
(8) Raccolta

Un ibridoma è una cellula ingegnerizzata per la produzione massiva di anticorpi monoclonali, cioè anticorpi monospecifici perché prodotti da un singolo tipo di cellula madre. Essi sono quindi identici tra loro. Per produrre ibridomi le cellule B (un tipo di leucociti) sono rimosse dalla milza dell'animale immunizzato (ratto o coniglio), e poi fuse con mielomi (linee tumorali delle cellule B), per la loro immortalizzazione.
La procedura di ibridizzazione inizia con l'iniezione di un antigene in un topo (o un altro mammifero), provocando una risposta immunitaria.
Un tipo di leucociti, cellule B produce anticorpi che legano all'antigene iniettato. Questi anticorpi neoprodotti sono poi ottenuti dal topo.
Queste cellule B isolate sono fuse a turno con una linea di cellule B tumorali immortalizzate, di tipo mieloma, per produrre una linea cellulare ibrida chiamata ibridoma, che possiede sia l'abilità di produrre anticorpi delle cellule B sia longevità e riproduttività esasperate tipiche del mieloma.
Gli ibridomi possono crescere in coltura, ciascuna coltura inizia con una cellula vitale di ibridoma, producendo colture ciascuna delle quali consiste di ibridoma geneticamente identici che possono produrre un anticorpo per coltura (monoclonale) piuttosto che complessi di anticorpi differenti (policlonali).
La linea cellulare mielomica utilizzata in questa procedura è selezionata per la capacità di crescere in colture di tessuti e per l'assenza di sintesi di anticorpi. A differenza degli anticorpi policlonali, i quali sono commistioni di diverse molecole di anticorpi, gli anticorpi monoclonali prodotti da ciascuna linea di ibridoma sono tutti chimicamente identici.
La prima idea di produrre anticorpi monoclonali nacque nel 1975, quando César Milstein creò una procedura sperimentale insieme a Georges J. F. Köhler. Nel 1984 i due condivisero il premio Nobel per la Medicina e la Fisiologia con Niels Kaj Jerne, il quale apportò grandi contributi all'immunologia.
Il termine ibridoma fu coniato da Leonard Herzenberg durante l'anno sabbatico nel laboratorio di César Milstein tra il 1976 e il 1977.

## Metodo

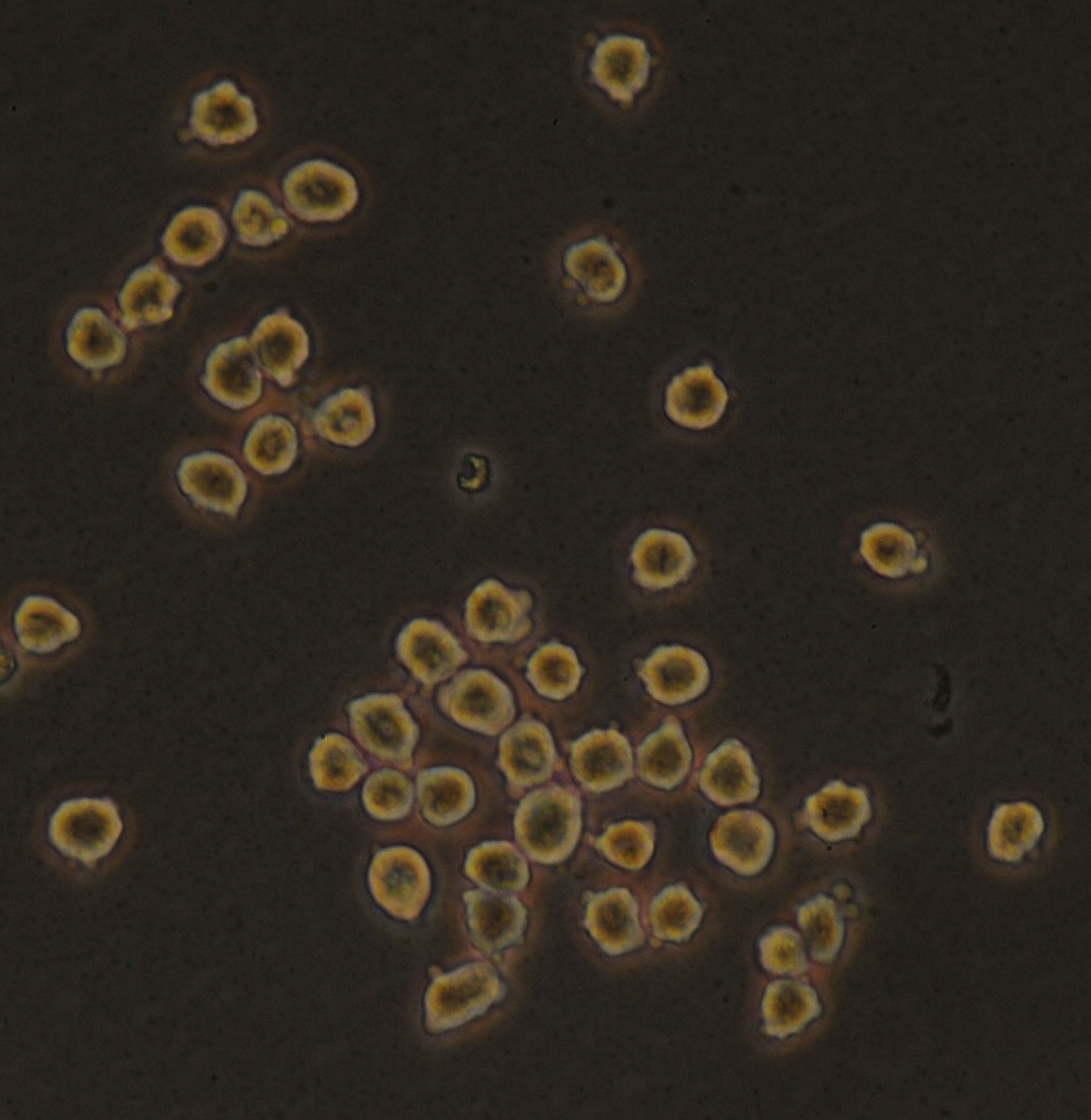
Le cellule dell'ibridoma crescono in una coltura istologica. L'immagine mostra un singolo clone di cellule ciascuna delle quali produce una grande quantità di anticorpi monoclonali specifici secreti dalle cellule e che possono essere prontamente purificati dal terreno di coltura.

Le cavie mammiferi, per esempio il topo sono i primi ad essere stati esposti all'antigene contro cui l'anticorpo è stato generato.
Solitamente questo è fatto da una serie di iniezioni dell'antigene in questione, nel corso di molte settimane. 
Queste iniezioni sono tipicamente seguite dall'uso di elettroporazione in vivo, che aumenta in modo significativo la risposta immunitaria.
Una volta che lo splenocita è isolato dalla milza del mammifero, le cellule B sono fuse con le cellule immortalizzate del mieloma. La fusione delle cellule B con le cellule del mieloma può essere effettuata tramite elettrofusione. La Elettrofusione fa in modo che le cellule B e le cellule del mieloma si allineino e si fondano con l'applicazione di un campo elettrico.
In alternativa, la fusione tra i linfociti B e le cellule del mieloma è ottenuta per intervento di promotori chimici della fusione di membrane, come il polietilenglicole.
Le cellule di mieloma sono selezionate in precedenza per assicurare che non secernano anticorpi esse stesse e che manchino del gene della ipoxantina-guanina fosforibosiltransferasi (HGPRT), rendendole sensibili al terreno di coltura HAT (in basso).
Le cellule fuse sono incubate nel terreno di coltura HAT (mezzo ipoxantina-amminopterina-timidina) per circa 10-14 giorni. L'Aminopterina blocca la via sintetica nucleotidica. Quindi, le cellule mielomiche non fuse muoiono, poiché non sono in grado di produrre nucleotidi de novo or tramite recupero per l'assenza di HGPRT.
La rimozione di queste ultime è necessaria perché rischiano di superare le altre cellule, specialmente quelle debolmente.
Le cellule B che non si sono fuse muoiono per il ciclo vitale breve. In questo modo, solamente le cellule B ibridizzate con quelle mielomiche sopravvivono, dal momento che il gene HGPRT delle cellule B è funzionale. Queste cellule producono anticorpi (proprietà delle cellule B) e sono immortali (proprietà delle cellule mielomiche).
Il terreno di incubazione è poi diluito in piastre multi pozzetto cosicché ciascun pozzetto contenga una sola cellula.
Poiché gli anticorpi in un pozzetto provengono dalla stessa cellula B, essi saranno diretti verso lo stesso epitopo, e sono quindi anticorpi monoclonali.
Il punto successivo è un rapido processo di screening, che identifica e seleziona solamente quegli ibridomi che producono anticorpi di specificità appropriata.
La prima tecnica di screening utilizzata è chiamata ELISA. Vengono incubati insieme la coltura dell'ibridoma surnatante, l'enzima secondario coniugato, e un substrato colorato. La formazione di un prodotto colorato indica un ibridoma positivo. In alternativa, può essere impiegato uno screening di tipo immunocitochimico.
La cellula B che produce gli anticorpi desiderati può essere clonata per produrre molti cloni identici. Terreni supplementari contenenti un'interleuchina 6 come il briclone sono essenziali per questo punto.
Una volta che la colonia dell'ibridoma si è stabilizzata, crescerà continuamente nel terreno di coltura come RPMI 1640 (con antibiotici e siero) e produrrà anticorpi.
Inizialmente per far crescere gli ibridomi sono utilizzate delle piastre multi pozzetto, mentre in seguito alla selezione si trasferirà la coltura nelle beute.
Ciò permette di mantenere la salute degli ibridomi e fa in modo che ci siano abbastanza cellule per la crioconservazione e il surnatante per ulteriori accertamenti.
Il surnatante ha una resa che va da 1 a 60 µg/ml di anticorpo monoclonale, che si conserva a -20 °C o meno fin quando richiesto
Utilizzando il surnatante della coltura o una preparazione purificata di immunoglobuline, possono essere condotte ulteriori analisi di un potenziale anticorpo monoclonale ibridizzato, in termini di reattività, specificità e reattività incrociata.